# Kalačinsk
Kalačinsk (rusky Калачинск) je město v Omské oblasti v Ruské federaci. Při sčítání lidu v roce 2010 měl přes třiadvacet tisíc obyvatel.

## Poloha a doprava
Kalačinsk leží na západě Sibiře na Omu, přítoku Irtyše v povodí Obu. Přes město vede Transsibiřská magistrála. Vzdálenost od Moskvy je 2790 kilometrů a Omsk, správní středisko oblasti, leží přibližně osmdesát kilometrů západně.

## Dějiny
První zmínka o obci, nazývané tehdy Kalačiki, je ze sčítání lidu v roce 1795, kdy zde bylo 130 obyvatel.
Městem je Kalačinsk od roku 1919.